# Isaiah Washington
Isaiah Washington IV, född 3 augusti 1963 i Houston i Texas, är en amerikansk skådespelare.
Isaiah Washington är bland annat känd för sin roll som Dr. Preston Burke i den amerikanska TV-serien Grey's Anatomy. Han har även varit med i filmen Ghostship. Han är även med i Girl 6 och spelar där huvudpersonens exmake som vill ha henne tillbaka. Han har också medverkat i Welcome to Collinwood.

## Filmografi (urval)
| År        | Titel                      | Noter                |
| --------- | -------------------------- | -------------------- |
| 1991      | Heta affärer               |                      |
| 1993      | Strapped                   | TV-film              |
| 1994      | Crooklyn                   |                      |
| 1995      | Stonewall                  |                      |
| 1995      | Clockers                   |                      |
| 1995      | Dead Presidents            |                      |
| 1996      | Girl 6                     |                      |
| 1996      | Soul of the Game           | TV-film              |
| 1996      | Get on the Bus             |                      |
| 1997      | Love Jones                 |                      |
| 1998      | Always Outnumbered         | TV-film              |
| 1998      | Bulworth                   |                      |
| 1998      | Out of Sight               |                      |
| 1999      | Ögonblicket före tystnaden |                      |
| 2000      | Romeo Must Die             |                      |
| 2001      | Exit Wounds                |                      |
| 2002      | Welcome to Collinwood      |                      |
| 2002      | Ghost Ship                 |                      |
| 2003      | Brottsplats Hollywood      |                      |
| 2003      | This Girl's Life           |                      |
| 2004      | Wild Things 2              |                      |
| 2004      | Dead Birds                 |                      |
| 2005      | The Amateurs               |                      |
| 2005–2014 | Grey's Anatomy             | TV-serie, 62 avsnitt |
| 2009      | Hurricane Season           |                      |
| 2014-2015 | The 100                    | TV-serie, 42 avsnitt |